# عبد الوهاب الثعلبي
عبد الوهاب بن علي بن نصر بن أحمد الثعلبي البغدادي القاضي، ولد ببغداد عام 362 هـ، فقيه مالكي، وأصولي، وشاعر، وأديب. له العديد من المصنفات.